# Сарапулка (річка)
Сара́пулка (Велика Сарапулка, рос. Сарапулка, Большая Сарапулка) — річка в Малопургинському та Сарапульському районах Удмуртії, Росія, права притока Ками.
У 1980-их роках при будівництві Нижньокамської ГЕС рівень річки Кама був підвищений, через що піднявся рівень і у притоках. Для запобігання затоплення заплави річки Сарапулки у нижній її течії були збудовано новий спрямлений канал, який взяв на себе певну частину води.

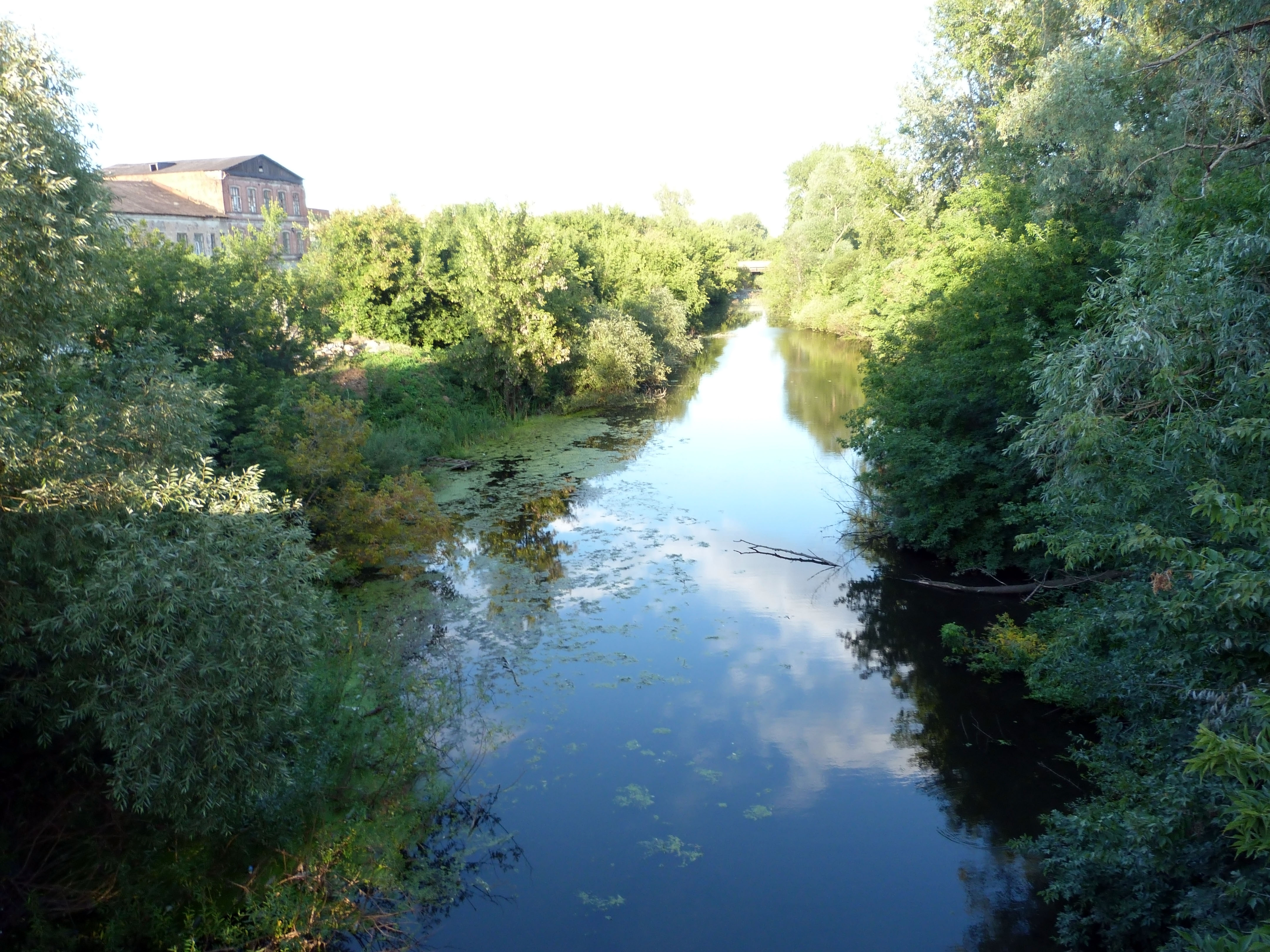
Старе русло у нижній течії

## Морфометрична характеристика
Річка бере початок за 2,5 км на північний захід від присілка Сундуково. Довжина річки становить 46 км. Середній похил — 2,6 м/км. Ширина русла в нижній течії становить приблизно 10 м, глибина на перекатах 0,6-0,7 м, рідше глибше, на плесах — 1,5-2 м. Через значні похили швидкість в середній та нижній течіях становить 0,7 м/с.
За даними стаціонарних спостережень біля села Паркачево в 1946—1980 роках середньорічна амплітуда коливання рівня води становить 4,66 м. В період весняних паводків рівень води перевищує умовний меженний рівень на 4,5-6,5 м. Найвищий рівень весняних паводків (7,06 м) був зареєстрований 4 квітня 1947 року. В період весняних паводків на річці біля села Паркачево проходить в середньому 66 % річного стоку, змінюючись з роками від 47 % до 80 %. Максимальні витрати весняних паводків — 89,4 м³/с були зареєстровані 17 квітня 1969 року. Середні витрати літньої межені 0,19 м³/с, мінімальні 0,05 м³/с. Середньорічні витрати біля села Паркачево дорівнюють 1,14 м³/с, середня значення модуля стоку для даного місця становить 4,62 л/с на км².
Середня дата появи льодяних утворень біля села Паркачево 4 листопада, встановлення льодоставу 15 листопада, протяжність 148 днів. Весняний льодохід починається на початку 2-ї декади квітня, рання дата 28 березня, пізня 30 квітня. Паводки закінчуються найчастіше в кінці 1-ї декади травня і продовжуються в середньому 32 дні. Середня дата переходу температури води через 0,2 °C навесні 15 квітня, восени — на початку листопада. Найбільша температура води (23-27,5 °C) найчастіше відмічаються на початку 3-ї декади липня.
За переваженими йонами вода характеризується як гідрокарбонатно-кальцієво-магнієва з середньою мінералізацією. Річка не судноплавна, використовується для господарсько-побутових потреб, зрошування, рибальства. На корінному схилі долини річки за 4,5 км на схід від села Уральський знаходиться ландшафтна пам'ятка природи — урочище «Вишневе».

## Притоки
Річка приймає багато дрібних приток:
- праві — Вудзеншур, Матвіїха, Чертежинка, Шевиряловка, Єхлачиха;
- ліві — Осиновка, Мозжинка, Петровка, Чорноголовка.

## Населені пункти
- Малопургинський район — присілок Сундуково
- Сарапульський район — без статусу Дома 1121 км, Дома 1125 км, Дома 1133 км, присілки Верхній Бугриш, Нижній Бугриш, Ожгіхіно, села Уральський, Паркачево, Шевирялово, Сєверний, місто Сарапул